# Sherlock Holmes’ cleverer Bruder
Sherlock Holmes cleverer Bruder ist eine Filmkomödie aus dem Jahr 1975, bei der Gene Wilder die Hauptrolle spielte, das Drehbuch schrieb und sein Regiedebüt gab.

## Handlung
London im Jahr 1891: Außenminister Lord Redcliff (John Le Mesurier) erhält zufällig ein Dokument unbekannten Inhalts von Königin Victoria. Allerdings wird es in der Nacht aus seinem Safe gestohlen.
Sherlock Holmes (Douglas Wilmer) und Dr. Watson (Thorley Walters) tauschen sich über den Fall aus. Der berühmte Detektiv setzt seinen Partner in Kenntnis, dass er sich eine Weile zurückziehen wolle und Fälle an seinen jüngeren Bruder Sigerson (Gene Wilder) delegieren werde. Dieser befindet sich seit jeher im Schatten seines bekannten Bruders und ringt vergeblich um Anerkennung. Sherlock Holmes übergibt den Fall seinem Bruder aber nicht selbst, sondern trifft sich an einem Bahnhof mit Sgt. Orville Stanley Sacker (Marty Feldman) von Scotland Yard, der zufällig ein Fan von Sigersons Werk ist.
Sacker begibt sich zu Sigersons Wohnung, wo sich dieser in Fechten und Schwertkampf übt. Sigerson offenbart gegenüber dem Scotland-Yard-Mitarbeiter seine Bitterkeit und seinen Groll, dass er bislang ergebnislos den Erfolg seines Bruders zu wiederholen versuchte und bezeichnet diesen sinngemäß als reines Glückskind. Direkt im Anschluss an diesen emotionalen Ausbruch erscheint eine Frau (Madeline Kahn), die sich als „Bessie Bellwood“ ausgibt. Sigerson Holmes indes durchschaut sie als Lügnerin und stellt sie bloß – mit seinem Wissen über Bellwoods Repertoire und der Tatsache ihres Todes im Jahr 1879. Die Frau offenbart sich schließlich als die Sängerin Jenny Hill, eine Music-Hall-Sängerin, die eigener Ansicht zufolge von dem Opernsänger Eduardo Gambetti (Dom DeLuise) aufgrund eines amourösen Briefs erpresst wird. Das Zusammentreffen der Drei wird indes bemerkt – von einem Handlanger des mathematisch orientierungslosen Professor Moriarty (Leo McKern), der über diese Zusammenkunft in Kenntnis gesetzt wird.
Sigerson Holmes besucht eine Music-Hall-Aufführung Jenny Hills und rettet sie vor einem Attentäter, indem er sich zum Teil der Darstellung macht und Hill durch eine Musicalnummer führt. Später auf dem Heimweg rettet der Detektiv sie noch einmal, als sie von zwei Hansom Cabs bzw. deren Fahrern bedroht wird. In den Medien wird die Heldentat jedoch Sherlock Holmes zugeschrieben, was Sigerson Holmes die Laune verdirbt.
Jenny Hill lädt Sigerson am nächsten Tag in ihre Garderobe ein, wo er sie verführt und – über das erotische Abenteuer hinaus – auch weitere Informationen zur Lösung des Falls erhält: Hill, die angeblich die Tochter des Außenministers Lord Redcliff ist, hat das Dokument Königin Victorias aus Redcliffs Safe gestohlen. Sigerson Holmes trifft sich daraufhin mit Redcliff, der dem Fall eine neue Wendung gibt – denn Jenny Hill ist nicht seine Tochter, sondern seine Verlobte.
Schließlich führt den Detektiv eine Spur zu Eduardo Gambetti, der sich mit Professor Moriarty darauf geeinigt hat, diesem das mittlerweile in seinem Besitz befindliche Dokument für 50.000 Britische Pfund zu veräußern. Die Übergabe des Dokuments solle, so der misstrauische Gambetti, während des Debüts seiner Oper stattfinden, damit er mit ausreichend Zeit das Geld sicher einzahlen kann. Sigerson Holmes und Orville Stanley Sacker dringen in die Oper ein, wo bald ein Chaos ausbricht. Beim Klimax treffen Sigerson Holmes und Professor Moriarty hinter der Bühne aufeinander und gegeneinander im Schwertkampf an. Ihr Duell führt sie auf einen Vorsprung auf der Außenseite der Oper, wo Professor Moriarty erklärt, dass Sherlock Holmes aufgrund seiner Fähigkeit, die Züge seiner Gegner „zwei bis drei Schritte voraus“ zu sehen, der berühmtere sei. In die Ecke gedrängt und in Todesgefahr übergibt Sigerson Holmes augenscheinlich den Brief Königin Victorias, doch aufgrund der Erschütterungen einer Glocke stürzt Professor Moriarty selbst zu Tode. Das überreichte Dokument indes war nur eine Attrappe und Sigerson Holmes hat das Original so hinterlegt, dass es von Sherlock gefunden wird.
In der abschließenden Szene ist Sigerson Holmes auf dem Weg zu Jenny Hills Hochzeit mit Lord Redcliff. Er kommt allerdings nicht bis zur Kirche, sondern hält in einem Park inne, da dort auf einer Parkbank die Braut auf ihn wartet.

## Produktion und Veröffentlichung
Der Film entstand 1975 unter der Regie von Gene Wilder beim Studio Jouer Films und der Twentieth Century-Fox Film Corporation. Gene Wilder schrieb ebenso das Drehbuch und übernahm die Hauptrolle. Produzent war Richard A. Roth, die Musik komponierte John Morris und für den Schnitt war Jim Clark verantwortlich.
Die Premiere des Films war am 14. Dezember 1975 in den USA, der Verleih geschah durch Twentieth Century-Fox. Später folgten Kinovorführungen in Frankreich, Schweden und ab dem 30. April 1976 in Deutschland, wo der Film ebenfalls von Fox vertrieben wurde. Es existieren außerdem unter anderem Übersetzungen ins Polnische, Portugiesische und Spanische. Der Film erschien in den USA auf VHS und DVD. Die deutsche Fassung wurde im Jahr 2006 auf DVD veröffentlicht.

## Synchronisation
Die deutsche Synchronbearbeitung entstand 1976 bei der Berliner Synchron. Das Dialogbuch verfasste Klaus Havenstein, der auch Synchronregie führte.
| Rolle           | Darsteller       | Synchronsprecher       |
| --------------- | ---------------- | ---------------------- |
| Sigerson Holmes | Gene Wilder      | Jürgen Thormann        |
| Jenny Hill      | Madeline Kahn    | Almut Eggert           |
| Orville Sacker  | Marty Feldman    | Joachim Kemmer         |
| Gambetti        | Dom DeLuise      | Klaus Havenstein       |
| Moriarty        | Leo McKern       | Alexander Welbat       |
| Lord Redcliff   | John Le Mesurier | Friedrich Schoenfelder |

## Kritiken
„Groteske Persiflage auf den berühmten Conan-Doyle-Detektiv und Kriminalfilme überhaupt. Insgesamt nicht sehr einfallsreich und nur streckenweise vergnüglich.“

„[…] [Gene Wilders] Regiedebüt erweist sich als reichlich mißlungen. Allein der Ansatz, eine in sich schon parodistisch veranlagte Figur wie Sherlock Holmes zwar nicht direkt, aber mittels des jüngeren Bruders noch ein weiteres Mal zu parodieren, mußte scheitern. An keiner Stelle kann gelacht werden. In eitler Selbstüberschätzung hat Wilder ein wahrlich konfuses Werk gedreht, ohne Rücksicht auf die (eigene) Story oder die Mitspieler, die allesamt ziemlich verloren durch den Film tapsen.“